# Rhopalophora paraensis
Rhopalophora paraensis là một loài bọ cánh cứng trong họ Cerambycidae.